# オクノカンスゲ
オクノカンスゲ Carex foliosissima はカヤツリグサ科スゲ属の植物の1つ。カンスゲに似ているが葉幅が広く、また匍匐茎がある。雪国に多く、春の新芽の鞘がよく目立つ。

## 特長
常緑性の草本。ある程度まとまった株を作るが、カンスゲほどには大きな株にならない。匍匐茎を出し、群落を作る。葉は厚いがカンスゲほどには固くない。葉幅は5-10mmが普通だが20mmにもなるものがあって変異の幅が広い。葉は中肋で浅く2つ折れになるが、その両側の中程を走る葉脈が強く、この部分で山折れになっているため、全体としては葉の断面がM字になる。葉の基部には葉身のない鞘があり、暗褐色から黒褐色と色が濃い。特に新芽が出るときにこの鞘が長くてよく目につく。ただし色の薄い変種がある。
花茎は高さ15-40cm、太くて滑らか。花序の構成としては花茎の上の方10-18cm程度の中に小穂が4-5個付き、頂生のものは雄性、側生のものは雌性。小穂基部にある苞は鞘があり、葉身は針状。頂生の雄小穂は長楕円形で長さ1.5-4cmで柄がある。雄花鱗片は長卵形で長さ1-2cm、濃褐色で半透明、先端は短い芒になって突き出る。側生の雌小穂は円柱形で長さ2-4cm、柄がある。雌花鱗片は長卵形で長さ4-6mmで果胞より長く、半透明で中軸付近は赤褐色から紫褐色で、先端は長い芒が突き出る。果胞は雌花鱗片より短くて長さ2.5-3.5mm、広卵形で稜の間には多数の脈があり、表面は滑らか。軸に対して大きい角度でつくが、先端は急に狭まって嘴状になり、その部分はさらに反り返る。先端の口部には鋭い歯状突起が2つある。痩果は果胞に緊密に包まれており、広卵形で長さ1.5-2mm、断面は鈍い3稜形で先端にある盤状に付属体はとても小さい。柱頭は3つに裂ける。
和名は奥のカンスゲの意味で、東北地方に多いことに基づく。

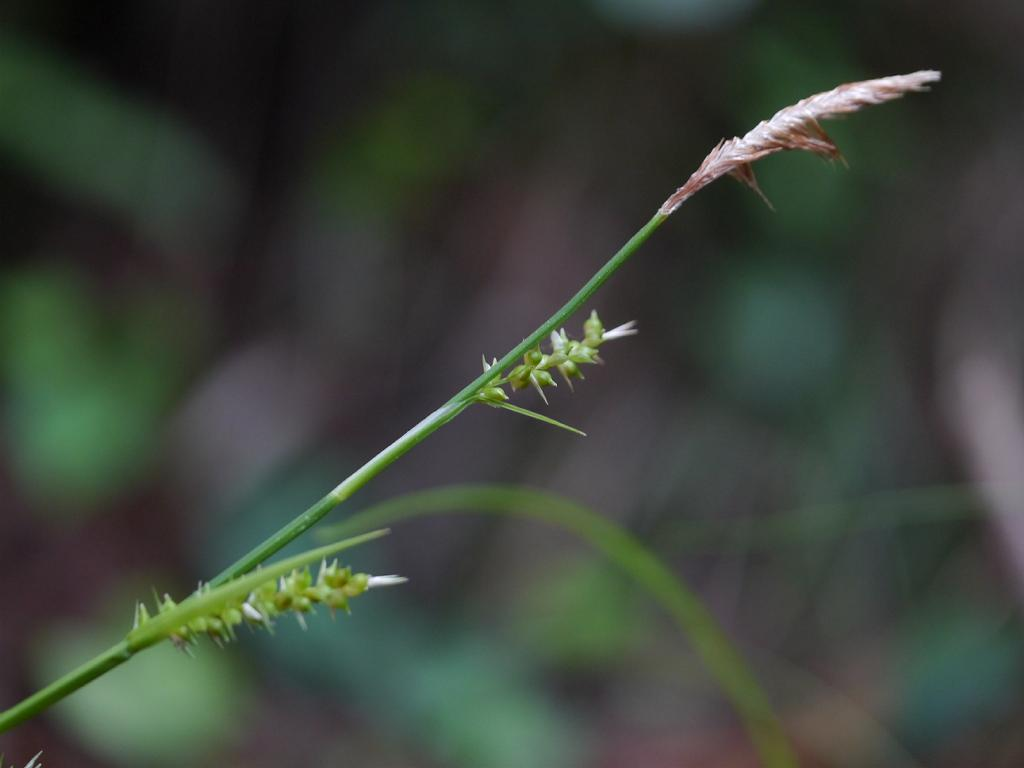
花序の先端部分
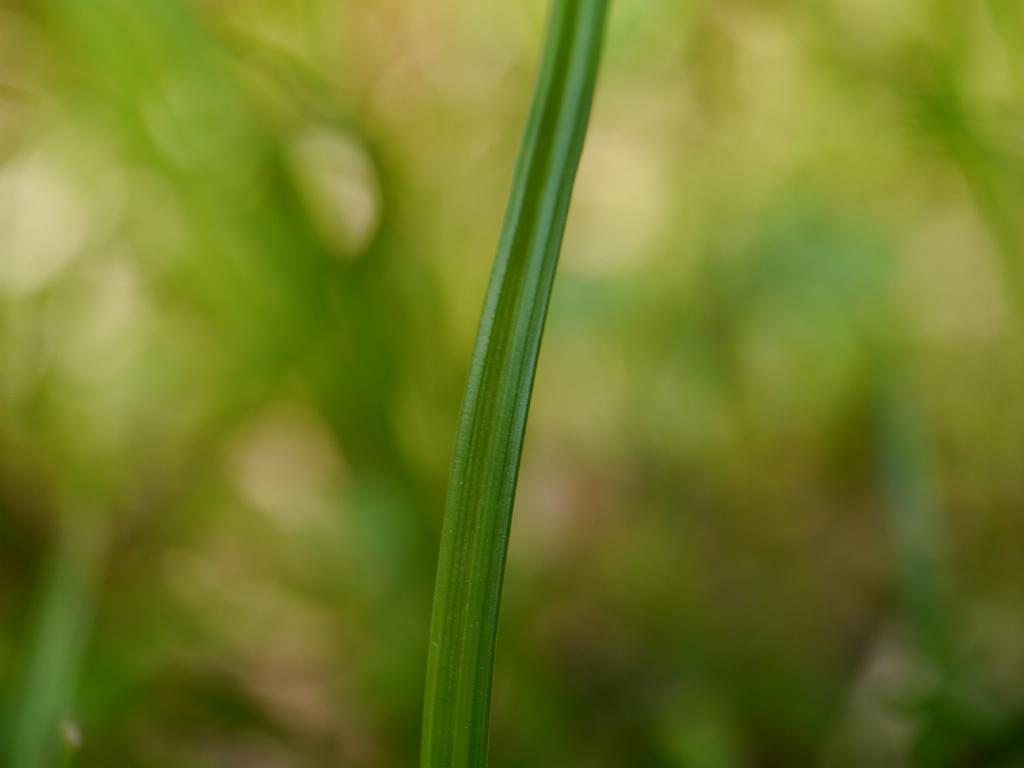
葉の表面 中肋の両側に1本ずつ強く隆起した脈がある。
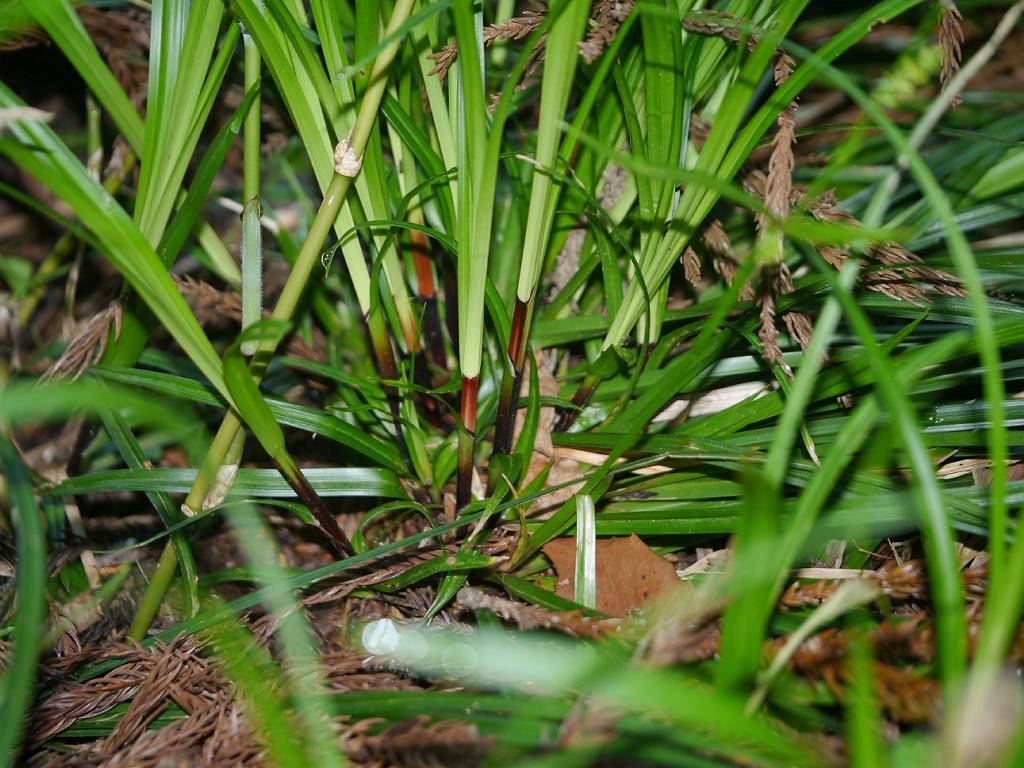
基部の鞘が色濃くて目立つ。
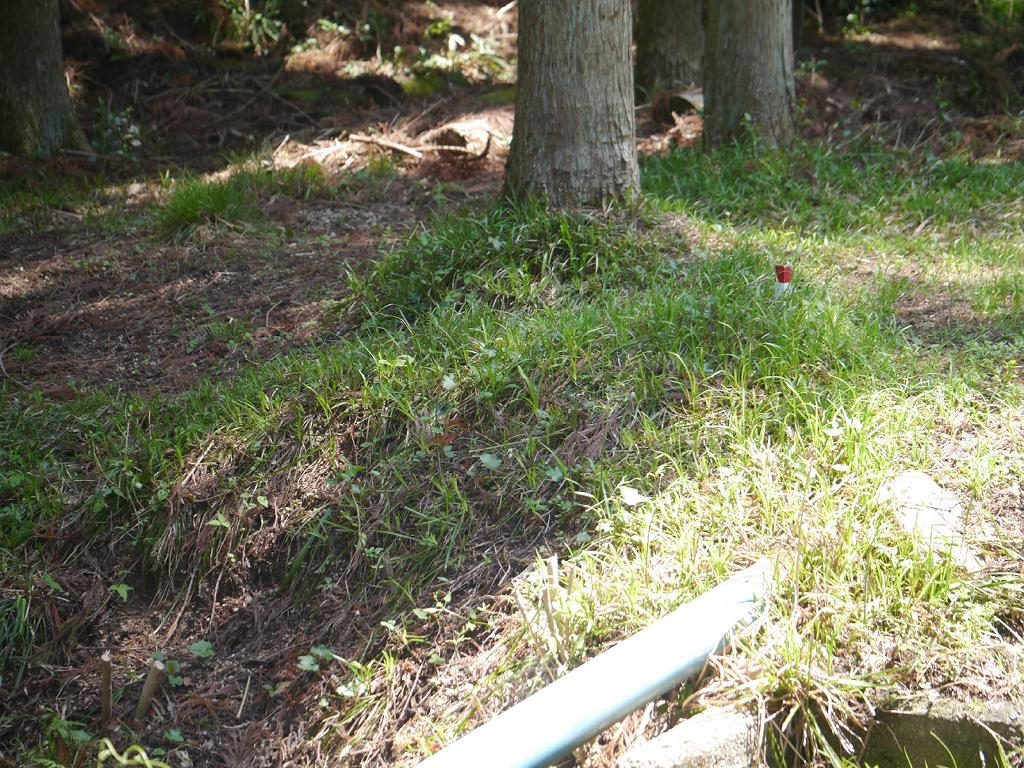
林床一面に広がる群落

## 分布と生育環境
日本では北海道、本州、四国の愛媛県、それに九州北部に分布し、国外ではサハリンから知られる。
山地のシイカシ林帯の上部からブナ帯にかけて森林内や林縁に生育する。岡山県では北部の森林に広く見られ、林床に一面に群生することがよくあり、そんな場合には花茎が出ることが多くないという。また雪解け後に一斉に新芽が立ち上がるのがよく目立つとも。

## 近似種など
本種は根本に濃い色の長い鞘があり、新芽の展開する時期には特にこれが目立ち、これが判別の目安となりやすい。
名前の通り、カンスゲ C. morrowii およびその近縁種とよく似ている。違いとしては匍匐茎をこの類では出さないこと、また主脈のみが明瞭で、本種に見られるようにその両側に1対の側脈が顕著で、葉の断面がM字状になることがない。ホソバカンスゲ C. temnolrpis はカンスゲに近いものだが匍匐茎を出し、本種と間違われやすいが、この葉の特徴でも判別できる。ただし後述のようにこれに類似した未解決のものがあるとのこと。
他に名前の上で似ているものにはミヤマカンスゲ C. multifolia がある。この種も多形的で、匍匐茎を出す系統もあるが、概して葉幅が狭く、やはり側脈は発達しない。花序では雌小穂がごく細いことからはっきり見分けられる。
ハシナガカンスゲ C. phaeodon は本州中部地方のごく一部の固有種で、イワカンスゲ節とされてきたが、勝山(2015)はこれを本種に近いものと見ている。本種より葉幅が狭く(2-5mm)、雌花鱗片は本種と異なり果胞より短く、また果胞は長さ4-4.5mmと、本種よりかなり大きい。
本種そのものも変異の幅が広い。ウスイロオクノカンスゲ var. pallidivaginata は本種の変種とされ、葉の基部の鞘が淡緑色から淡褐色と色が薄いほか、葉がやや薄く、果胞の脈が明瞭でない点などで区別できる。これは2003年に記載された新しいもので、北海道の渡島半島から本州の山形県から富山県にかけての日本海側の多雪地帯に見られ、ブナ帯からシラビソ帯に生育する。本種基本変種と同地的に出現する場合にはより高所に出る。
またハバビロスゲ var. latissima も本種の変種として古くから知られたもので、葉幅が15-20mmとかなり幅広く、日本海側の多雪地帯に多いもので日本固有である。星野他(2011)はこれを認めているが、勝山(2015)は葉幅の変異が連続しており、区別は出来ないとしている。他にもホソバカンスゲに似たもので本種に含まれると思われるものなどもあるといい、今のところは扱いが決まっていないという。

## 利用
スゲ類は笠や蓑などの民具として用いられた歴史があり、平地ではカサスゲが、山間部ではカンスゲを中心とするものが使われてきた。福島県ではこの後者はミヤマカンスゲが主に用いられたが、本種も一部では用いられ、名称もミヤマカンスゲをヒロロと呼んだのに対して本種をウバヒロロと呼んだ(三島町)り、またフジゴロウという呼称(山都町)が用いられた。
またカンスゲ類の斑入り品が園芸的に栽培されることがあり、本種の斑入り品も一部にはある。